# 閃光燈記憶
闪光灯记忆（英語：Flashbulb memory），是一个非常详细、生动的「快照」，记录了一段令人惊讶和重要（或情绪激动）新闻的时刻和环境。 术语「闪光灯记忆」表示照片有惊奇、無差別描繪、细节、短促的性質；然而，闪光灯记忆只是在一定程度上是無差別的，但仍远远不够完整。 证据表明，尽管人们对自己的记忆充满自信，但却會遗忘记忆的细节。 
闪光灯记忆是一种自传体记忆(autobiographical memory)。 一些研究人员认为，闪光灯记忆与其他类型的自传体记忆有区别是有原因的，因为它们依赖于个人重要性、结果性、情緒、惊奇等因素。 另一些人则认为，如果普通的记忆非常独特、具有个人意义或經過反复複述，那么它们也可以是准确而持久的。 
闪光灯的记忆有六个特征：「地點」、「正进行的活动」、「消息提供者」、「自身作用」、「其他效果」、「后果」。 可以说，闪光灯记忆的主要决定因素是高程度的驚奇、後果性，可能还包括情緒激動的因素。

## 歷史概述
閃光燈記憶一詞是由布朗(Brown)和庫利克(Kulik)於1977年所創。他們構造了「特殊機制假設」，該假設認為存在一種特殊的生物記憶機制，当某一事件在惊讶程度及後果上，超出临界水平时，这种机制就会对该经历的细节和环境产生永久性的记录。布朗和庫利克认为，尽管闪光灯记忆是永久性的，但并不总是可以从长期记忆中获得。閃光记忆机制假说认为，閃光记忆具有不同于「普通」记忆机制的特殊特征。这一特殊机制所创造的表征是详细的、准确的、生动的、不易遗忘的。自从布朗和库利克首次提出闪光灯記憶的概念以来，人们就一直在争论闪光灯记忆的这些基本特性。多年来，终于出现了四种闪光灯记忆模型来解释这一现象:攝影模型、综合模型、情緒整合模型和重要性驱动模型;此外，还进行了一些研究来检验这些模型的有效性。

## 積極和消極
積極和消極的事件都有可能產生閃光燈記憶。當事件被視為一個積極的事件時，個體表現出更高的重現率和感覺心像，也顯示出與事件相關的更多生活質量。個體將這些積極的事件視為他們身份和生活故事的核心，從而導致對事件的更多複述，以更主觀的清晰度對記憶編碼。
與積極的閃光燈記憶相比，被一個人視為消極的事件表明，他們使用了更詳細、更保守的處理策略。消極的閃光燈記憶是非常不愉快的，導致一個人避免重複消極的事件。這種迴避可能會導致情緒緊張記憶的減少。如果一個人經歷了消極的閃光燈記憶，但他的情緒方面卻比較平靜，那麼他的記憶就會保持完整。對於消極的閃光燈記憶，他們被認為有更多的後果。
閃光燈記憶不一定需要從積極或消極的事件產生。研究表明，閃光燈記憶可能是透過體驗一種與獨特風格有關的互動產生的。研究發現，兩個獨特風格產生的都是明確的閃光燈記憶體，但缺乏強差異化定位的風格，不產生閃光燈記憶體。這些“閃光燈品牌記憶”在強度、銳度、生動性和力度等方面與傳統閃光燈記憶非常相似。

## 方法
對閃光燈記憶的研究通常有一個共同的方法。研究人員一般會在發生令人震驚的公共事件後立即進行研究。參加者在事件後數天內接受測試，以問卷或訪談的方式回答相關事件詳情及個人經歷的問題。然後對參與者進行第二次測試，例如6個月、1年或18個月後。通常，參與者被分成幾組，每組在不同的時間間隔進行測試。這種方法可以讓研究人員觀察記憶衰退的速度，以及閃光燈記憶的內容和準確性。

## 準確度
許多人感覺閃光燈記憶不夠準確，不能算是自己的記憶範疇。其中一個問題是閃光燈記憶可能會隨著時間的推移而退化，就像日常記憶一樣。此外，閃光燈記憶是否與日常記憶有顯著不同也受到了質疑。許多研究表明，閃光燈的記憶並不是特別準確，但它們是非常生動和自信的體驗。許多實驗人員對閃光燈記憶的準確性提出了質疑，但這要歸咎於記憶的複述。透過複述和重溫來排演的錯誤可以成為記憶的一部分。因為閃光燈記憶只發生一次，沒有機會重複曝光或糾正。早期引入的錯誤很可能會繼續存在。許多人認為這些創造閃光燈記憶的事件非常重要，希望「永遠不要忘記」，這可能導致對閃光燈記憶的準確性過於自信。在創造閃光燈記憶的過程中，最重要的不是在聽到重大新聞的確切時刻發生了什麼，而是在聽到新聞之後發生了什麼。當試圖理解事件發生後記憶的增加時，後編碼因素的作用，如復述和再現，是很重要的。
這類研究的重點是找出閃光燈記憶比日常記憶更準確的原因。已有文獻表明，某一事件的重要性、所涉及的後果、事件的明顯程度、個人對事件的參與程度以及鄰近程度，都能提高閃光燈記憶回憶的準確性。

## 模型

### 與創傷記憶相比
如前所述，閃光燈記憶是由高度情緒化、令人驚訝的事件引起的。這些記憶與創傷事件的記憶有何不同？答案是壓力。創傷事件涉及恐懼或焦慮的因素。雖然閃光燈記憶可以包括負面情緒的部分，但通常不存在這些壓力因素。
創傷記憶和閃光燈記憶之間有一些相似之處。在創傷事件中，高度激發可以增加對中心資訊的關注，從而增加生動性和細節。另一個類似的特徵是，对创伤事件的记忆是透過情感刺激增强的。然而，闪光灯记忆和创伤记忆的本质不同之处在于「记忆中所包含的无关紧要细节的資訊量」。在高压力的情况下，激發会抑制对周边資訊的记忆，比如背景、位置、时间或其他不那么重要的细节。

## 神經學基礎

杏仁核以紅色標記

实验室研究已经将特定的神经系统与情绪对记忆的影响联系起来。跨物种的研究表明，情绪激發会引起神经激素的变化，从而影响杏仁核。杏仁核调节情节记忆的编码、存储和提取。透過增强的回忆体验(类似于闪光灯记忆的回忆)，可以在之後重新获得这些闪光灯记忆。因此，對於编码和提取情緒性的公共事件记忆，杏仁核可能佔了舉足輕重的地位。由于杏仁核在记忆中的作用与情绪事件引起的激動有关，影响激發的因素也应该影响这些记忆的性质。闪光灯记忆的持久性随着时间的推移而变化，这取决于与唤起反应相关的个人因素，比如情感投入和个人对震惊事件的参与。研究表明，即使在准确率没有提高的情况下，杏仁核在提取时的激活强度也与对情感场景的回忆体验增强有关。记忆存储是透過对震惊事件的内分泌反应来增加的;一个人发现的事件越令人震惊，就越有可能发展出生動的闪光灯记忆。
关于闪光灯记忆的形成是否涉及独特的机制，或者普通的记忆过程是否足以解释震撼的公共事件记忆，一直存在着相当大的争议。夏洛特等人发现，对于那些靠近世贸中心的人来说，对911事件记忆的提取占用到神经系统，而該神经系统与情绪对记忆的影响有着独特的联系。这些情感记忆回路的参与与布朗和庫利克提出的独特的边缘机制是一致的。然而，與在实验室提取情绪刺激所占用神经机制相同。闪光灯记忆與在实验室中提取所呈现的情感场景，兩者神经反应模式的一致性表明，尽管闪光灯记忆可能涉及不同的机制，但这些机制并不是最初事件的意外和结果性所独有的。
有证据表明杏仁核在找回911事件中的重要性，但仅限于亲身经历过这些事件的人。杏仁核对情景记忆的影响明显与生理激發有关。尽管仅仅是听到令人震惊的公共事件可能会引起兴奋，但这种反应的强度可能会因个人对事件的亲身经历而有所不同。